# FIS Cup kobiet w skokach narciarskich 2012/2013
FIS Cup kobiet w skokach narciarskich sezon 2012/2013 – 1. w historii sezon cyklu FIS Cup w skokach narciarskich kobiet. Rozpoczął się 14 lipca 2012 roku w austriackim Villach, a zakończył 20 stycznia 2013 roku w rumuńskim Râșnovie. W sumie rozegrano 4 konkursy, z czego po 2 zawody letnie i 2 zimowe.
Zwyciężczynią klasyfikacji generalnej została Rosjanka Sofja Tichonowa.
Konkurs rozegrany 14 lipca 2012 roku w Villach był pierwszym w historii kobiecym konkursem cyklu FIS Cup.

## Zwyciężczynie

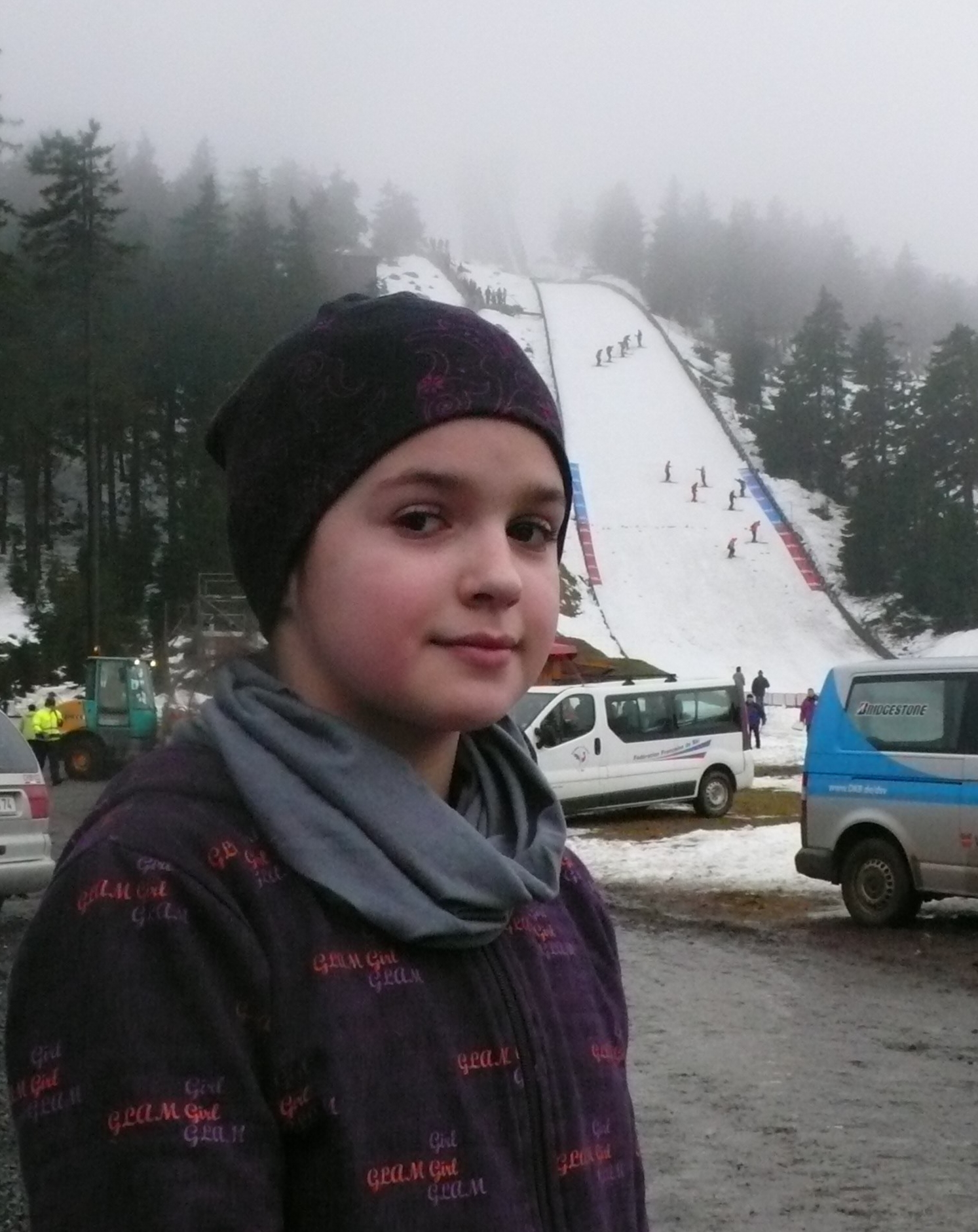
Sofja Tichonowa – zwyciężczyni klasyfikacji generalnej

## Kalendarz i wyniki
| Lp.                                                             | Data                                                            | Miejscowość                                                     | HS                                                              | Uwagi                                                           | 1. miejsce         | 2. miejsce          | 3. miejsce          |
| --------------------------------------------------------------- | --------------------------------------------------------------- | --------------------------------------------------------------- | --------------------------------------------------------------- | --------------------------------------------------------------- | ------------------ | ------------------- | ------------------- |
| 1.                                                              | 14 lipca 2012                                                   | Villach                                                         | HS-98                                                           | –                                                               | Ema Klinec         | Irina Awwakumowa    | Alexandra Pretorius |
| 2.                                                              | 15 lipca 2012                                                   | Villach                                                         | HS-98                                                           | –                                                               | Sabrina Windmüller | Alexandra Pretorius | Ema Klinec          |
| 3.                                                              | 19 stycznia 2013                                                | Râșnov                                                          | HS-71                                                           | –                                                               | Sofja Tichonowa    | Daniela Haralambie  | Chang Xinyue        |
| 4.                                                              | 20 stycznia 2013                                                | Râșnov                                                          | HS-71                                                           | –                                                               | Sofja Tichonowa    | Darja Gruszyna      | Chang Xinyue        |
| FIS Cup w skokach narciarskich 2012/2013 – klasyfikacja końcowa | FIS Cup w skokach narciarskich 2012/2013 – klasyfikacja końcowa | FIS Cup w skokach narciarskich 2012/2013 – klasyfikacja końcowa | FIS Cup w skokach narciarskich 2012/2013 – klasyfikacja końcowa | FIS Cup w skokach narciarskich 2012/2013 – klasyfikacja końcowa | Sofja Tichonowa    | Daniela Haralambie  | Ema Klinec          |

## Statystyki indywidualne
| Zawodniczka | Villach 14.07 | Villach 15.07 | Râșnov 19.01 | Râșnov 20.01 |
| Austria | Austria       | Austria       | Austria      | Austria      |
| --- | ------------- | ------------- | ------------ | ------------ |
| Daniela Iraschko | dsq           | dsq           | –            | –            |
| Sonja Schoitsch | dsq           | 8             | –            | –            |
| Lisa Wiegele | –             | –             | dns          | dns          |
| Chiny |               |               |              |              |
| Chang Xinyue | –             | –             | 3            | 3            |
| Dong Bing | –             | –             | dns          | 10           |
| Ji Cheng | –             | –             | 7            | 7            |
| Li Xueyao | –             | –             | 5            | 4            |
| Liu Qi | –             | –             | dns          | dns          |
| Wang Meiting | –             | –             | 6            | 9            |
| Holandia |               |               |              |              |
| Lara Thomae | 17            | 14            | –            | –            |
| Wendy Vuik | 5             | 5             | –            | –            |
| Kanada |               |               |              |              |
| Taylor Henrich | 8             | 10            | –            | –            |
| Alexandra Pretorius | 3             | 2             | –            | –            |
| Atsuko Tanaka | 9             | 8             | –            | –            |
| Niemcy |               |               |              |              |
| Pauline Heßler | 15            | 16            | –            | –            |
| Juliane Seyfarth | 16            | 20            | –            | –            |
| Ramona Straub | 14            | 12            | –            | –            |
| Veronika Zobel | 12            | 11            | –            | –            |
| Polska |               |               |              |              |
| Joanna Szwab | –             | –             | 8            | 6            |
| Rosja |               |               |              |              |
| Irina Awwakumowa | 2             | 4             | –            | –            |
| Anastasija Gładyszewa | 11            | 15            | –            | –            |
| Darja Gruszyna | –             | –             | 4            | 2            |
| Aleksandra Kustowa | dsq           | 18            | –            | –            |
| Adela Raszytowa | 19            | 23            | –            | –            |
| Alona Sutiagina | –             | –             | 9            | 8            |
| Sofja Tichonowa | dsq           | 19            | 1            | 1            |
| Anastasija Wieszczikowa | 20            | 22            | –            | –            |
| Rumunia |               |               |              |              |
| Daniela Haralambie | 13            | 13            | 2            | 5            |
| Słowenia |               |               |              |              |
| Ema Klinec | 1             | 3             | –            | –            |
| Szwajcaria |               |               |              |              |
| Bigna Windmüller | 10            | 17            | –            | –            |
| Sabrina Windmüller | 6             | 1             | –            | –            |
| Włochy |               |               |              |              |
| Roberta D’Agostina | 4             | 7             | –            | –            |
| Veronica Gianmoena | 18            | 21            | –            | –            |
| Manuela Malsiner | 7             | 6             | –            | –            |
| Legenda |               |               |              |              |
| 1-3 4-30 poniżej 30 dns – Zawodniczka zgłoszona nie wystartowała w konkursie dsq – Zawodniczka zdyskwalifikowana w konkursie – - Zawodniczka nie zgłoszona do konkursu |               |               |              |              |

## Klasyfikacja generalna
| Miejsce | Zawodniczka             | Występy | Punkty |
| ------- | ----------------------- | ------- | ------ |
| 1.      | Sofja Tichonowa         | 4       | 212    |
| 2.      | Daniela Haralambie      | 4       | 165    |
| 3.      | Ema Klinec              | 2       | 160    |
| 4.      | Alexandra Pretorius     | 2       | 140    |
| 4.      | Sabrina Windmüller      | 2       | 140    |
| 6.      | Darja Gruszyna          | 2       | 130    |
| 6.      | Irina Awwakumowa        | 2       | 130    |
| 8.      | Chang Xinyue            | 2       | 120    |
| 9.      | Li Xueyao               | 2       | 95     |
| 10.     | Wendy Vuik              | 2       | 90     |
| 11.     | Roberta D’Agostina      | 2       | 86     |
| 12.     | Manuela Malsiner        | 2       | 76     |
| 13.     | Joanna Szwab            | 2       | 72     |
| 13.     | Ji Cheng                | 2       | 72     |
| 15.     | Wang Meiting            | 2       | 69     |
| 16.     | Atsuko Tanaka           | 2       | 64     |
| 17.     | Alona Sutiagina         | 2       | 61     |
| 18.     | Taylor Henrich          | 2       | 58     |
| 19.     | Veronika Zobel          | 2       | 46     |
| 20.     | Bigna Windmüller        | 2       | 40     |
| 20.     | Ramona Straub           | 2       | 40     |
| 20.     | Anastasija Gładyszewa   | 2       | 40     |
| 23.     | Lara Thomae             | 2       | 32     |
| 23.     | Sonja Schoitsch         | 2       | 32     |
| 25.     | Pauline Heßler          | 2       | 31     |
| 26.     | Dong Bing               | 1       | 26     |
| 26.     | Juliane Seyfarth        | 2       | 26     |
| 28.     | Veronica Gianmoena      | 2       | 23     |
| 29.     | Anastasija Wieszczikowa | 2       | 20     |
| 29.     | Adelia Raszytowa        | 2       | 20     |
| 31.     | Aleksandra Kustowa      | 2       | 13     |